# Michałki Małe
Michałki Małe (biał. Малыя Міхалкі; ros. Малые Михалки) – wieś na Białorusi, w obwodzie grodzieńskim, w rejonie świsłockim, w sielsowiecie Werdomicze.
W dwudziestoleciu międzywojennym leżały w Polsce, w województwie białostockim, w powiecie wołkowyskim, do 30 grudnia 1922 w gminie Porozów, następnie w gminie Świsłocz.